# Neostenanthera gabonensis
Neostenanthera gabonensis är en kirimojaväxtart som först beskrevs av Adolf Engler och Friedrich Ludwig Diels, och fick sitt nu gällande namn av Arthur Wallis Exell. Neostenanthera gabonensis ingår i släktet Neostenanthera och familjen kirimojaväxter. Inga underarter finns listade i Catalogue of Life.